# Vincent Ropion
Vincent Ropion est un acteur français.

## Biographie

### Carrière
Vincent Ropion commence sa carrière très jeune. Tentant une carrière d'acteur, il joue des rôles de figuration au cinéma puis joue au théâtre. C'est à 13 ans qu'il réalise son premier doublage.
Très actif dans le doublage, il est notamment connu pour être, entre autres, la voix française de plusieurs personnages au sein de l'animation comme Nicky Larson (Ryô Saeba en VO) dans la série du même nom, Julian Storm et autres voix dans Ranma ½, Rei dans Le Collège fou, fou, fou, Pierrot dans Il était une fois… l'Homme et Il était une fois… l'Espace, François et Jean-Claude dans Titeuf, Spirou dans la série homonyme, Jean-Pierre Dujardin dans Mon ami Marsupilami ou encore plus récemment, Howard McKenzie dans Lastman et Géo Trouvetou dans le reboot de La Bande à Picsou (2017).
Il est aussi la voix française régulière d'acteurs comme Dominic Monaghan, Garret Dillahunt, Roger Bart et Neil Patrick Harris.
Très présent dans le jeu vidéo, il est également la voix du barde Jaskier dans les jeux The Witcher à partir de The Witcher 2: Assassins of Kings (2011).
En octobre 2018, lors du Comic Con Paris, il est révélé que Jean-Paul Césari et Vincent Ropion font des caméos dans le film Nicky Larson et le Parfum de Cupidon réalisé par Philippe Lacheau, adaptation cinématographique du manga et anime Nicky Larson. Le premier étant l'interprète de la chanson du générique français de la série et le second, la voix française du personnage Nicky Larson, permettant ainsi une référence au travail de voix emblèmatique de Vincent Ropion,,,, interprétant le rôle d'un journaliste télévisé nommé Jean-Michel « Lavoix ».
En 2019, sort le film d'animation Nicky Larson Private Eyes où Vincent Ropion fait son retour pour la voix de Nicky Larson, qu'il incarne depuis 1990. Et c'est au tour de Philippe Lacheau d'apparaître dans le film, faisant la voix d'un méchant.

### Vie privée
Il a été marié à la comédienne Catherine Privat, avec qui, il a eu deux filles, dont une comédienne, Joséphine Ropion, spécialisée également dans le doublage.
Il est depuis remarié avec la comédienne Delphine Braillon. De cette union est née Lana Ropion, qui fait également du doublage.

## Filmographie

### Cinéma

#### Longs métrages
- 1973 : Les Aventures de Rabbi Jacob de Gérard Oury : un enfant (non crédité)
- 1976 : Je suis Pierre Rivière de Christine Lipinska : Pierre enfant
- 1985 : Le Pouvoir du mal de Krzysztof Zanussi : ?
- 2018 : Nicky Larson et le Parfum de Cupidon de Philippe Lacheau : Jean-Michel Lavoix, le journaliste télévisé (caméo)
- 2023 : Alibi.com 2 de Philippe Lacheau : l'animateur

#### Courts métrages
- 2012 : Carioca de Philippe Blanc (avec la participation d'Adrien Antoine, Christophe Lemoine, Xavier Fagnon, Marion Lécrivain, Delphine Braillon et Thierry Wermuth)

### Télévision

#### Téléfilm
- 1980 : La Peau de chagrin de Michel Favart : le commis de l'antiquaire
- 1985 : Le Traité de paix de Hervé Bromberger : ?

#### Séries télévisées
- 1981 : Médecins de nuit, épisode La Pension Michel de Jean-Pierre Prévost : Manuel
- 1981 : La Vie des autres, épisode Vasco d'Alain Quercy : Manuel
- 1981 : Nana de Maurice Cazeneuve : Georges Hugon, un lycéen amoureux de l'héroïne (mini-série)
- 1982 : L'Adieu aux as de Jean-Pierre Decourt : Ed Jr. (mini-série)
- 2025 : Mémoire vive : Michel, le chauffeur de taxi. (mini-série)

## Doublage
Note : Les dates en italique correspondent aux sorties initiales des films dont Vincent Ropion a assuré le redoublage.

### Cinéma

#### Films
- Neil Patrick Harris dans (10 films) :
  - Starship Troopers (1997) : Carl Jenkins
  - Un couple presque parfait (2000) : David
  - Harold et Kumar chassent le burger (2004) : Neil Patrick Harris
  - Harold et Kumar s'évadent de Guantanamo (2008) : Neil Patrick Harris
  - Albert à l'ouest (2014) : Foy
  - Gone Girl (2014) : Desi Collings
  - Downsizing (2017) : Jeff Lonowski (caméo)
  - Matrix Resurrections (2021) : l'analyste
  - Un Noël en 8 bits (2021) : Jake Doyle
  - Un talent en or massif (2022) : Richard Fink
- Dominic Monaghan dans (7 films) :
  - Le Seigneur des anneaux : La Communauté de l'anneau (2001) : Meriadoc « Merry » Brandebouc
  - Le Seigneur des anneaux : Les Deux Tours (2002) : Meriadoc « Merry » Brandebouc
  - Le Seigneur des anneaux : Le Retour du roi (2003) : Meriadoc « Merry » Brandebouc
  - X-Men Origins: Wolverine (2009) : Chris Bradley / Bolt
  - Soldiers of Fortune (2012) : Tommy Sin[8]
  - Mute (2018) : Oswald
  - Star Wars, épisode IX : L'Ascension de Skywalker (2019) : Beaumont Kin
- Garret Dillahunt dans (6 films) :
  - La Route (2009) : le membre d'un gang
  - Jeu Trouble (2016) : John Hall
  - Wheelman (2017) : Clayton
  - Les Veuves (2018) : Bash
  - Sergio (2020) : Bill von Zehle
  - Army of the Dead (2021) : Martin
- Rhys Darby dans (5 films) :
  - Jumanji : Bienvenue dans la jungle (2017) : Nigel Billingsly
  - Jumanji: Next Level (2019) : Nigel Billingsly
  - Guns Akimbo (2019) : Glenjamin
  - Relax, I'm from the Future (en) (2023) : Casper
  - Une équipe de rêve (2023) : Rhys Marlin
- Clifton Collins Jr. dans (4 films) :
  - 187 code meurtre (1997) : Cesar Sanchez
  - Le Dernier Château (2001) : le caporal Ramon Aguilar
  - Knight of Cups (2015) : Jordan
  - The Vault (2017) : l'inspecteur Tom Iger
- Johnny Sheffield dans :
  - Tarzan trouve un fils (1939[n 2]) : Boy
  - Le Trésor de Tarzan (1941[n 2]) : Boy
  - Les Aventures de Tarzan à New York (1942[n 2]) : Boy
- C. Thomas Howell dans :
  - Tank (1984) : Billy
  - Une amie qui vous veut du bien (1985) : Michael Ryan
  - Le Retour des Mousquetaires (1989) : Raoul, vicomte de Bragelonne, le fils d'Athos
- Jeff Anderson dans :
  - Clerks : Les Employés modèles (1994) : Randal Graves
  - Clerks 2 (2006) : Randal Graves
  - Clerks 3 (2022) : Randal Graves
- Steve Buscemi dans :
  - Les Aventures de Mister Deeds (2002) : « Œil de Perdrix »
  - Coffee and Cigarettes (2003) : Danny
  - Transformers: The Last Knight (2017) : Daytrader (voix)
- Michael Stuhlbarg dans :
  - Miles Ahead (2015) : Harper Hamilton
  - Steve Jobs (2015) : Andy Hertzfeld
  - Pentagon Papers (2017) : Abe Rosenthal
- Damon Herriman dans :
  - The Bikeriders (2023) : Brucie
  - Better Man (2024) : Nigel Martin-Smith (en)
  - Together (2025) : Jamie
- Christian Slater dans :
  - Le Nom de la rose (1986) : Adso de Melk
  - Robin des Bois, prince des voleurs (1991) : Gilles « l'Écarlate » (1er doublage)
- Matthew Modine dans :
  - Les Enfants de l'impasse (1987) : Treat
  - Short Cuts (1993) : Dr Ralph Wyman
- Sean Patrick Flanery dans :
  - La Méthode (1996) : Christian
  - Les Anges de Boston (1999) : Connor McManus
- John Hawkes dans :
  - Hardball (2001) : Ticky Tobin
  - Identity (2003) : Larry
- William Mapother dans :
  - In the Bedroom (2001) : Richard Strout
  - Les Seigneurs de Dogtown (2005) : Donnie
- Adam Goldberg dans :
  - Un homme d'exception (2001) : Sol
  - Rebirth (2016) : Zack
- James Parks dans :
  - Crocodile 2 (2002) : Squid
  - Les Huit Salopards (2015) : O. B. Jackson, le cocher
- Jeremy Davies dans :
  - Solaris (2002) : Snow
  - The Infernal Machine (2022) : Elijah Barrett
- Larry Fessenden dans :
  - Broken Flowers (2005) : Will
  - In a Valley of Violence (2016) : Roy
- David Beckham dans :
  - Goal! : Naissance d'un prodige (2005) : lui-même
  - Le Roi Arthur : La Légende d'Excalibur (2017) : Trigger (caméo)
- Kristen Holden-Ried dans :
  - Niagara Motel (2006) : R.J.
  - A Broken Life (2007) : Mikhail
- Stephen Curry dans :
  - Solitaire (2007) : Simon
  - Thor: Love and Thunder (2022) : le roi Yakan
- Roger Bart dans :
  - The Midnight Meat Train (2008) : Jurgis
  - Les Stars de la toile (2016) : Chris
- Evan Jones dans :
  - Le Livre d'Eli (2010) : Martz
  - Criminal Squad (2018) : Bosco
- Stephen Graham dans :
  - Pirates des Caraïbes : La Fontaine de Jouvence (2011) : Scrum
  - Pirates des Caraïbes : La Vengeance de Salazar (2017) : Scrum
- Steve Zahn dans :
  - Dallas Buyers Club (2013) : Tucker
  - Tall Girl (2019) : Richie Kreyman
- James Jordan dans :
  - Wind River (2017) : Pete Mickens
  - Destroyer (2018) : Toby
- 1959[n 3] : Les Mutins du Yorik : Martin (Helmut Schmid) (2e doublage)
- 1975 : 92 in the Shade : Tom Skelton (Peter Fonda)
- 1976 : Le Marin qui abandonna la mer : Jonathan Osborn (Jonathan Kahn)
- 1978 : La Grande Menace : Morlar à 14 ans (Joseph Clark) (1er doublage)
- 1978 : Les Dents de la mer 2 : Doug Fetterman (Keith Gordon)
- 1978 : Ces garçons qui venaient du Brésil : Jack Curry / Simon Harrington / Erich Doring / Bobby Wheelock (Jeremy Black)
- 1979[n 4] : Apocalypse Now : Christian de Marais (David Olivier) (2e doublage, version Redux (en) et Final cut)
- 1979 : Violences sur la ville : Carl Willat (Michael Eric Kramer)
- 1979 : La luna : Joe Silveri (Matthew Barry)
- 1981 : La Maison du lac : Billy Ray Junior (Doug McKeon)
- 1982 : Ténèbres : Gianni (Christian Borromeo)
- 1982 : The Pirate Movie : Frederic (Christopher Atkins)
- 1982 : Class 1984 : Arthur (Michael J. Fox)
- 1982 : Porky's : Mickey (Roger Wilson)
- 1983 : Christine : Richard « Richie » Trelawney (Steven Tash)
- 1984 : Risky Business : Joel Goodson (Tom Cruise)
- 1984 : Les Tronches : Lewis Skolnick (Robert Carradine)
- 1984 : Vendredi 13 : Chapitre final : Doug (Peter Barton)
- 1984 : Les Griffes de la nuit : Glen Lantz (Johnny Depp)
- 1984 : Seize Bougies pour Sam : Ted Farmer (Anthony Michael Hall)
- 1984 : Crackers : Dillard (Sean Penn)
- 1984 : Special Effects : Keefe Waterman (Brad Rijn)
- 1985 : Les Goonies : Troy Perkins (Steve Antin)
- 1985[n 5] : Police Story : le commissaire Raymond Li (Kwok-Hung Lam) (2e doublage)
- 1985 : La Revanche de Freddy : Jesse Walsh (Mark Patton)
- 1985 : Les Chester en Floride : Gregg Moore (Tom Blackwell)
- 1985 : Tutti Frutti : Caesar (Malcolm Danare)
- 1985 : Une créature de rêve : Ian (Robert Downey Jr.)
- 1985 : Mask : Eric (L. Craig King)
- 1985 : Le Secret de la pyramide : Dudley (Earl Rhodes)
- 1985 : Le Justicier de New York : Giggler (Kirk Taylor)
- 1985 : School Girls : Jeff Malene (Lee Montgomery)
- 1986 : Week-end de terreur : Harvey « Hal » Edison (Jay Baker)
- 1986 : Peggy Sue s'est mariée : Walter Getz (Jim Carrey)
- 1986 : Phantom : Jake Kesey (Charlie Sheen)
- 1987 : Platoon : Sanderson (J. Adam Glover)
- 1987 : Mon père c'est moi : Chris Hammond (Kirk Cameron)
- 1987 : Engrenages : le sergent Moran (William H. Macy)
- 1987 : Double Switch : Bart/Matt (George Newbern)
- 1987 : Nuit de folie : Daryl Coopersmith (Anthony Rapp)
- 1987 : Cold Steel : Sur le fil du rasoir : Cookie (Jay Acovone)
- 1988 : Moonwalker : Michael (Michael Jackson) (1er doublage)
- 1988 : Five Corners : Sal (Carl Capotorto)
- 1988 : Le piège de Vénus : Holger Glowalla (Matthias Gall)
- 1988 : Duo à trois : Jimmy (William O'Leary)
- 1989 : Un héros comme tant d'autres : Lonnie (Kevin Anderson (en))
- 1989 : Un monde pour nous : Lloyd Dobler (John Cusack)
- 1989[n 6] : Brouilles et Embrouilles : Billy Bob McElroy (Earl Hagan Jr.)
- 1990 : Premiers Pas dans la mafia : Steve Bushak (Frank Whaley)
- 1990 : Elles craquent toutes sauf une : Jack Twiller (Chris Young)
- 1991 : L'Arme parfaite : Adam Sanders (John Dye)
- 1991 : Final Impact : Danny Davis (Michael Worth)
- 1992 : La Différence : Keller (Sean Kent)
- 1993 : Gilbert Grape : Arnie Grape (Leonardo DiCaprio)
- 1994 : Pulp Fiction : Jimmie Dimmick (Quentin Tarantino)
- 1994 : The Road Killers : Bobby (David Arquette)
- 1994 : Danger immédiat : le chef des garde-côtes (Reed Diamond)
- 1994 : Color of Night : Richie (Jane March)
- 1995 : Jeffrey : un voyou (Robert Capelli Jr.), le gérant de l'opéra (Demitri Corben), un vendeur (Nicky Paraiso), des hommes (Peter Jacobson et David Thornton)
- 1996 : Les Virtuoses : Phil (Stephen Tompkinson)
- 1996 : La Couleur de l'arnaque : Hassan El Ruk'n (Jamie Foxx)
- 1996 : Rêve pour une insomniaque : Juice (Sean Blackman)
- 1996 : Indenpendance Day : l'opérateur radar (Carlos Lacámara)
- 1997 : Le Chacal : Ian Lamont (Jack Black)
- 1998 : Big Party : Matt (Jason Segel)
- 1998 : Arnaques, Crimes et Botanique : Winston (Steven Mackintosh)
- 1998 : Jack Frost : le chauffeur (Todd Conner)
- 1998 : Comportements troublants : U. V. (Chad Donella)
- 1998 : Le Fantôme de l'Opéra : Alfred (David D'Ingeo)
- 1998 : Psycho : le vendeur de voiture (James LeGros)
- 1999 : Boys Don't Cry : Tom Nissen (Brendan Sexton III)
- 1999 : En direct sur Ed TV : Ken (Clint Howard)
- 1999 : Ma mère, moi et ma mère : Peter (Corbin Allred)
- 2000 : Le Plus Beau des combats : Alan Bosley (Ryan Gosling)
- 2000 : À l'aube du sixième jour : Larry Stern
- 2000 : U-571 : Seaman Ted « Trigger » Fitzgerald (Tom Guiry (en))
- 2000 : Shaft : Luger (Lee Tergesen)
- 2001 : Requiem for a Dream : Brody (Bryan Chattoo)
- 2001 : Bootmen : Angus (Christopher Horsey)
- 2001 : Évolution : le lieutenant Cryer (Ashley Clark)
- 2001 : Une famille encombrante : Roger (Christopher Shea)
- 2001 : La Chute du faucon noir : le sergent 1re classe Randall Shughart (Johnny Strong)
- 2002 : Jeux pervers : Benjamin (Derek Hamilton)
- 2002 : Men in Black 2 : l'agent Gee (Sid Hillman)
- 2003 : Les Larmes du Soleil : Danny « Doc » Kelley (Paul Francis)
- 2003 : Coffee and Cigarettes : Roberto (Roberto Benigni)
- 2003 : Dumb and Dumberer : Lewis (Shia LaBeouf)
- 2003 : Master and Commander : Joseph Nagle (Bryan Dick)
- 2003 : En sursis : Ling (Mark Dacascos)
- 2003 : 8 jours et 8 nuits à Cancun : David Ingber (David Ingber)
- 2003 : Shanghai Kid 2 : le député (Matt Hill)
- 2003 : Bad Boys 2 : voix additionnelles
- 2004 : Le Vol du Phœnix : James Liddle (Scott Michael Campbell)
- 2004 : Cody Banks, agent secret 2 : Destination Londres : Isambard Jerkalot (Julian Firth (en))
- 2005 : Ma sorcière bien-aimée : Ritchie (Jason Schwartzman)
- 2005 : Esprit de famille : John Trousdale (Jamie Kaler)
- 2005 : Hooligans : Swill (Rafe Spall)
- 2006 : Shortbus : Caleb (Peter Stickles)
- 2006 : Thank You for Smoking : Jack (Adam Brody)
- 2006 : Inside Man : L'Homme de l'intérieur : Steve (Carlos Andrés Gómez)
- 2006 : Déjà vu : Gunnars (Elden Henson)
- 2006 : La Rupture : Paul (Keir O'Donnell)
- 2007 : The Mist : Mike Hatlen (Andy Stahl)
- 2007 : En cloque, mode d'emploi : Jack (Alan Tudyk)
- 2008 : Soyez sympas, rembobinez : M. Rooney (Paul Dinello)
- 2009 : Blood and Bone : Pinball (Dante Basco)
- 2010 : L'Élite de Brooklyn : Ronny Rosario (Brían F. O'Byrne)
- 2010 : Rendez-vous en enfer : Ronnie (George Remes)
- 2010[n 7] : Jurassic Predator (en) : Barry Boudreaux (Ricky Wayne)
- 2010 : Crazy Night : Armstrong (Jimmi Simpson)
- 2012 : Des hommes sans loi : Howard Bondurant (Jason Clarke)
- 2012 : At Any Price : M. Pritchard (John Hoogenakker)
- 2013 : Le Loup de Wall Street : Dwayne (Spike Jonze)
- 2013 : Les Flingueuses : Boris Vulsvich (Bill Burr)
- 2014 : Dear White People : le professeur Bodkin (Terry Hempleman)
- 2015 : Régression : le révérend Murray (Lothaire Bluteau)
- 2015 : En taule : Mode d'emploi : Chris (T. J. Jagodowski)
- 2015 : Holding the Man : Richard (Luke Mullins)
- 2015 : Bone Tomahawk : le maire (Jamison Newlander (en))
- 2015 : L'Assistant du père Noël : Fitz (Geoff Gustafson)
- 2016 : Mine : le père de Mike (Geoff Bell)
- 2016 : Gods of Egypt : Urshu (Rufus Sewell)
- 2016 : Free Fire : Gordon (Noah Taylor)
- 2016 : Jour de reconnaissance : Milton (Randy Vasquez)
- 2017 : Free Fire : Gordon (Noah Taylor)
- 2017 : Star Wars, épisode VIII : Les Derniers Jedi : voix additionnelles
- 2017 : Goon: Last of the Enforcers : James Duthie (James Duthie)
- 2017 : Les Bums de plage : voix additionnelles
- 2017 : 6 Below: Miracle on the Mountain : Seth (Nathan Stevens)
- 2018 : Skyscraper : Ray (Kevin Rankin)
- 2018 : Moi, belle et jolie : Ethan (Rory Scovel)
- 2018 : Dogman : Marcello (Marcello Fonte)
- 2018 : Les Sentinelles du Pacifique : Cui Liu (Zhang Fan)
- 2018 : Mowgli : La Légende de la jungle : Tabaqui (Tom Hollander)
- 2018 : Tanks for Stalin : Gozzo [Qui ?]
- 2018 : A Christmas Prince: The Royal Wedding : Rudy Moore (John Guerrasio)
- 2018 : Eruption : L.A : Robson (Tom Schanley)
- 2019 : Le Gangster, le Flic et l'Assassin : Ahn Ho-Bong (Yoo Seung-mok)
- 2019 : DJ Cendrillon (pt) : César Dorella (Marcelo Valle)
- 2020 : The Old Guard : Merrick (Harry Melling)
- 2020 : Rebecca : Ben (Ben Crompton)
- 2021 : À tous les garçons : Pour toujours et à jamais : M. Kavinsky (Henry Thomas)
- 2021 : Un homme en colère : Sam (Raúl Castillo)
- 2021 : Major Grom : Le Docteur de peste : Evgeniy Strelkov (Mikhaïl Evlanov)
- 2021 : Chaos Walking : Daws (Vincent Leclerc)
- 2021 : Resident Evil : Bienvenue à Raccoon City : Kevin Dooley (Dylan Taylor)
- 2022 : Ambulance : Roberto (Jesse Garcia)
- 2022 : La Bulle : Mr. Best (Ross Lee)
- 2022 : Marlowe : Joe Green (Ian Hart)
- 2023 : Blood & Gold : Von Starnfeld (Alexander Scheer)
- 2023 : Quasi : le cardinal Claude / Michel (Erik Stolhanske)
- 2023 : Deep Fear : Tomas (John-Paul Pace)
- 2024 : Horizon : Une saga américaine, chapitre 1 : Abel Naughton (James Russo)

#### Films d'animation
- 1982 : Dark Crystal : Jen
- 1982 : Les Malheurs de Heidi : Pierre
- 1982 : La Dernière Licorne : le prince Lir
- 1990 : Saint Seiya - Éris : La Légende de la pomme d'or : Jaeger (Yaga) d'Orion
- 2000 : La Route d'Eldorado[n 8] : Miguel[n 9]
- 2009 : Green Lantern : Le Complot : Sinestro
- 2009 : Dead Space: Dawnfall : Ramirez
- 2010 : Green Lantern : Les Chevaliers de l'Émeraude : Sinestro
- 2010[n 10] : Superman/Shazam! Le Retour de Black Adam : Corrigan / Spectre et Red
- 2011 : Batman : Année Un : Carmine Falcone, Jefferson Skeevers et Sten le proxénète
- 2011 : Le Chat potté : Humpty Alexandre Dumpty
- 2011 : Titeuf, le film : François, le chef de train, le voisin
- 2014 : M. Peabody et Sherman : Les Voyages dans le temps : Paul Peterson
- 2014 : Rio 2 : Roberto
- 2014 : Astérix : Le Domaine des dieux : voix additionnelles
- 2016 : Tous en scène : Mike
- 2017 : Baby Boss : Francis E. Francis
- 2017 : Drôles de petites bêtes : Louie (création de voix)
- 2018 : Pachamama : le percepteur
- 2018 : Astérix : Le Secret de la potion magique : voix additionnelles
- 2018 : Teen Titans Go! Le film : Atom
- 2019 : Nicky Larson Private Eyes : Nicky Larson
- 2019 : Angry Birds : Copains comme cochons : Glenn
- 2019[n 11] : Pauvre Toutou ! : Tippy
- 2021 : Maman pleut des cordes : le docteur (court métrage)
- 2023 : Lupin III vs. Cat's Eye : Koichi Zenigata
- 2023 : Nicky Larson : Angel Dust : Nicky Larson
- 2024 : Justice League : Crisis on Infinite Earths, partie 1 (en) : Spectre
- 2024 : Overlord : The Sacred Kingdom : Demiurge
- 2025 : Couic ! : Lucky[n 12]

### Télévision

#### Téléfilms
- Fritz Karl dans :
  - L'Infidèle imaginaire (de) (2009) : Gregor Teuthoff
  - La Mort sous silence (2010) : Andreas Mersfeld
  - Un secret bien enfoui (2013) : l'inspecteur Hannes Bucher
- Jeremy London dans :
  - Ce qu'on fait par amour... (2006) : James
  - Une vie de mensonges (2009) : Jake Farber
- Kristen Holden-Ried dans ;
  - Elle court, elle court... la rumeur (2008) : Scott Lawton
  - Indices cachés (2009) : David Lester
- Geoff Gustafson dans :
  - À la recherche de Madame Noël (2012) : Calvin
  - L'Affaire de la chanteuse amoureuse (2018) : Jonah Larochelle
- Hrothgar Mathews (en) dans :
  - Qui a tué la petite JonBenét ? (2016) : l'inspecteur Lou Smith
  - La Boutique des secrets : Crimes aux enchères (2019) : Miles Wexford
- 1975 : Le Comte de Monte-Cristo : André Morrell (George Willing)
- 1975 : The Kansas City Massacre : Jimmie Floyd (Ike Eisenmann)
- 1984 : Amour aveugle : Jimmy (Richard Speight Jr.)
- 1985 : Graine de canaille (en) : Dennis Baxter (Michael J. Fox)
- 1989 : Desperate for Love (en) : Alex Cutter (Brian Bloom)
- 1989 : Les Souris du métro : Joe Dobson (David Hewlett)
- 1989 : Une fille à croquer : Rob Harrison (Craig Sheffer)
- 1991 : Beauté fatale : Dylan Wiatt (Peter Outerbridge)
- 1991 : Mon fils, ma haine : Johnny (Rick Schroder)
- 1997 : Projet Médusa : Peter Cooke (Ian Tracey)
- 1998 : Outrage : Jeffrey Bateman (Eric Michael Cole (en))
- 1998 : Big and Hairy : M. Donovan (Greg Thirloway)
- 1999 : Jeanne d'Arc : Charles VII (Neil Patrick Harris)
- 1999 : Les Petites Surprises de la vie : Keith Dilley (Scott Reeves)
- 1999 : Jeux de massacre (de) : Philip (Niels Bruno Schmidt (de))
- 2000[n 13] : Le Poids du secret (en) : Dr Mattee (Nat Wynn)
- 2001 : Passion impossible : Ian Thompson (Chad Bruce)
- 2002 : Flashpoint : Silas (Adam Goldberg)
- 2003 : L'Instinct du tueur : Mark Crouse (Gordon Tanner)
- 2004 : Michael Jackson : Du rêve à la réalité : Michael Jackson (Flex Alexander)
- 2004 : Natalie Wood : Le Prix de la gloire : James Dean (Nick Carpenter)
- 2004 : À la conquête d'un cœur 2 : Grant Thomas (Mackenzie Astin (en))
- 2005 : Un petit pas vers le bonheur : Pete Smalling (Erik Eidem)
- 2005 : Un amour vulnérable : Cal Byers (Charles Edwin Powell)
- 2007 : L'Œil du danger : Jared Evans (Teach Grant)
- 2008 : Romance en cuisine : Francesco (Claudio Caiolo (it))
- 2008 : Un voisin trop charmant : Lewis (Mike Coleman)
- 2007 : La Créature du sous-sol : Dr Connolly (Brendan Beiser (en))
- 2010 : Rendez-vous en enfer : Ronnie (George Remes)
- 2011 : Visages inconnus : Lanyon (David Atrakchi), Lanyon 2 (Aaron Grain), Lanyon 4 (Jason Wishnowski)
- 2011 : Super Tanker : Adam Murphy (Callum Blue)
- 2011 : Bollywood dans les Alpes : Martin Sternheim (Thomas Heinze (de))
- 2011 : Too Big to Fail : Débâcle à Wall Street : Dan Jester (Joey Slotnick)
- 2012 : Gangsters (en) : Tarzen Larkin (John Hawkes)
- 2012 : Un sarcophage pour deux (de) : le chef de la police (Michael Kessler (de))
- 2012 : Mon père Noël bien-aimé : Bill Hogan (Nick Kiriazis)
- 2012 : Mission Caraïbes (en) : le professeur Teschler (Max Volkert Martens (de))
- 2012 : Karyn l'obstinée : Dr Aaron Kade (Michael Riley)
- 2015 : Les Doutes de la mariée : Dorian (Tony Alcantar (en))
- 2015 : Les Secrets de Turkey Hollow : Buzz (Gabe Khouth)
- 2016 : Samantha : De retour du front : Billy Peterson (Jonathan Koensgen)
- 2016 : Un amour irrésistible : Arlen (Chad Krowchuk)
- 2016 : Coup d'envoi pour l'amour (en) : Manni (Sönke Möhring (de))
- 2016 : L'Instinct d'une mère : Ritchie Smith (James Pizzinato)
- 2017 : Coup de foudre et quiproquos : Jacques (Jamison Newlander (en))
- 2019 : Qui est la tueuse ? Ma mère ou moi ? : John Matthews (James C. Burns)
- 2025 : Les Empoisonneurs : Walter Grothejan (Götz Schubert)

#### Séries télévisées
- Garret Dillahunt dans (18 séries) :
  - Les 4400 (2005-2006) : Matthew Ross (11 épisodes)
  - Numb3rs (2006) : Jack Tollner (saison 3, épisode 3)
  - Life (2007-2009) : Roman Nevikov (3 épisodes)
  - Lie to Me (2009) : Eric Matheson (saison 2, épisode 4)
  - New York, unité spéciale (2009) : Kevin O'Donnell (saison 11, épisode 5)
  - The Glades (2010) : Eddie Strickland (saison 1, épisode 3)
  - Burn Notice (2010-2013) : Simon Escher (3 épisodes)
  - Alphas (2011) : Jonas Englin (saison 1, épisode 8)
  - Raising Hope (2010-2014) : Burt Chance (88 épisodes)
  - Elementary (2014) : Bart MacIntosh (saison 2, épisode 20)
  - Hand of God (2014-2017) : Keith « KD » Dennison (20 épisodes)
  - Justified (2015) : Ty Walker (saison 6)
  - Brooklyn Nine-Nine (2015) : Dave Majors (saison 2, épisode 21)
  - The Mindy Project (2015-2017) : Dr Jody Kimball-Kinney (39 épisodes)
  - Blindspot (2017) : Travis (saison 2, épisode 18)
  - The Gifted (2017-2018) : Dr Roderick Campbell (saison 1)
  - Fear the Walking Dead (2018-2021) : John Dorie Jr (41 épisodes)
  - High Potential (depuis 2024) : le lieutenant Melon
- Roger Bart dans (16 séries) :
  - New York, unité spéciale (2000 / 2012) : Benjy Dowe (saison 1, épisode 10) / Adam Cain (saison 14, épisode 3)
  - Desperate Housewives (2005-2006) : George Williams (15 épisodes)
  - The Lost Room (2006) : Howard « La Fouine » Montague (mini-série)
  - Les Experts : Miami (2010) : Bob Starling (saison 8, épisode 24 et saison 9, épisode 1)
  - Médium (2011) : Dennis Caruso (saison 7, épisode 13)
  - Perception (2012) : l'agent Ethan Kendrick (saison 1, épisode 5)
  - Grimm (2012) : Constantine Brinkerhof (saison 1, épisode 21)
  - Revenge (2012-2015) : Mason Treadwell (11 épisodes)
  - Les Experts (2012) : Jeffrey Fitzgerald (saison 12, épisode 13)
  - Jessie (2014) : M. Phil McNichol (saison 3, épisode 8)
  - You're the Worst (2015) : Jonathan R. Strasburg (saison 2, épisode 4)
  - Modern Family (2015) : Anders (saison 6, épisode 14)
  - No Tomorrow (2016-2017) : Cory Casey (épisodes 7 et 12)
  - Code Black (2016) : Hank Goldman (saison 2, épisode 7)
  - Elementary (2018) : Kip Lowell (saison 6, épisode 11)
  - The Good Fight (2019) : Brad Cayman (saison 3, épisode 8)
- Marc Warren dans (10 séries) :
  - Jeux de pouvoir (2003) : Dominic Foy (mini-série)
  - Les Contes du Disque-monde (2006) : Jonathan Lheureduthé (mini-série)
  - Les Arnaqueurs VIP (2004-2012) : Danny Blue (25 épisodes)
  - Messiah (2008) : Joseph Walker (mini-série)
  - Mad Dogs (2011-2013) : Rick (12 épisodes)
  - The Good Wife (2012) : Nick Saverese (saison 4)
  - Safe (2018) : Dr Pete Mayfield (mini-série)
  - Beecham House (2019) : Samuel Parker (6 épisodes)
  - Les Enquêtes du commissaire Van der Valk (depuis 2020) : Piet Van der Valk
  - Tu me manques (en) (2025) : Monte Leburne (mini-série)
- J. P. Pitoc (pl) dans (6 séries) :
  - Six Feet Under (2003) : Phil (saison 3, épisodes 1 à 3)
  - Ghost Whisperer (2006-2007) : Jared (saison 2, épisodes 9 et 20)
  - Bones (2007) : Drew Harper (saison 2, épisode 16)
  - Grey's Anatomy (2009) : Billy Sheehan (saison 6, épisode 5)
  - Los Angeles : Bad Girls (2019) : Squeaky (saison 1, épisode 8)
  - The Rookie : Le Flic de Los Angeles (2022) : Roy Hajek (saison 4, épisode 22 et saison 5, épisode 1)
- Dominic Monaghan dans (6 séries) :
  - Lost : Les Disparus (2004-2010) : Charlie Pace (65 épisodes)
  - Chuck (2008) : Tyler Martin (saison 2, épisode 12)
  - Flashforward (2010) : Dr Simon Campos (15 épisodes)
  - 100 code (2014) : Tommy Conley (12 épisodes)
  - Quantum Break (2016) : William Joyce (mini-série)
  - Moonhaven (2022) : Paul Serno
- Steve Zahn dans (6 séries) :
  - Mad Dogs (en) (2015-2016) : Cobi (10 épisodes)
  - Valley of the Boom (2019) : Michael Fenne (mini-série)
  - Un ami aux petits soins (en) (2020) : Dude, le chien (8 épisodes)
  - The White Lotus (2021) : Mark Mossbacher (saison 1)
  - George and Tammy (2022-2023) : George Richey (mini-série)
  - The Righteous Gemstones (depuis 2023) : Peter Montgomery
- Callum Blue dans (5 séries) :
  - Dead Like Me (2003-2004) : Mason (29 épisodes)
  - Journal intime d'une call girl (2007-2011) : Alex (9 épisodes)
  - Smallville (2009-2011) : le général Zod (22 épisodes)
  - Royal Pains (2013) : Milos Kuester Ratenicz (saison 5)
  - Ransom (2018) : George Harris (saison 2, épisode 2)
- David Anders dans (5 séries) :
  - 24 Heures chrono (2010) : Josef Bazhaev (saison 8)
  - Warehouse 13 (2010) : Jonah Raitt (saison 2, épisode 10)
  - Undercovers (2010) : Matthew Hunt (épisode 7)
  - Vampire Diaries (2010-2017) : Jonathan « John » Gilbert (14 épisodes)
  - Dr House (2012) : Bill Koppelman (saison 8, épisode 11)
- Rhys Darby dans (4 séries) :
  - Flight of the Conchords (2007-2009) : Murray Hewitt (22 épisodes)
  - Angie Tribeca (2016) : Dr Helm (saison 2, épisode 2)
  - Single Parents (en) (2018-2019) : Dr Biscuits (saison 1, épisodes 7 et 19)
  - Our Flag Means Death (depuis 2022) : Stede Bonnet
- Lee Tergesen dans (4 séries) :
  - Generation Kill (2008) : Evan « Scribe » Wright (mini-série)
  - Castle (2010 / 2015) : Marcus Gates (saison 3, épisode 6 et saison 7, épisode 15)
  - Person of Interest (2013) : l'inspecteur Petersen (saison 3, épisode 9)
  - Forever (2014) : Hans Koehler (épisode 1)
- Neil Patrick Harris dans (4 séries) :
  - Glee (2010) : Bryan Ryan (saison 1, épisode 19)
  - American Horror Story (2015) : Chester (saison 4, épisodes 11 et 12)
  - Les Désastreuses Aventures des orphelins Baudelaire (2017-2019) : le comte Olaf (25 épisodes, voix parlée)
  - Uncoupled (depuis 2022) : Michael
- Nick E. Tarabay dans (4 séries) :
  - Spartacus : Le Sang des gladiateurs (2010-2012) : Ashur (21 épisodes)
  - Spartacus : Les Dieux de l'arène (2011) : Ashur (mini-série)
  - Wes et Travis (2012) : Cooper Williams (épisode 10)
  - Castle (2016) : Vasiliy Zhirov (saison 8, épisode 11)
- Jeremy Davies dans (4 séries) :
  - Lucifer (2016) : Nick Hofmeister (saison 1, épisode 2)
  - Flash (2018) : Dr John Deegan (saison 5, épisode 9)
  - Arrow (2018) : Dr John Deegan (saison 7, épisode 9)
  - Supergirl (2018) : Dr John Deegan (saison 4, épisode 9)
- Erik Jensen (en) dans :
  - Major Crimes (2014) : Chris O'Hara (saison 3, épisode 16)
  - Chicago Police Department (2016) : Martin Watts (saison 3, épisode 13)
  - For Life (2020-2021) : Dez O'Reilly (13 épisodes)
- Rick Warden dans :
  - DCI Banks (2014) : Mark Campbell (saison 3, épisode 1)
  - Fearless (2017) : Charlie Simms (mini-série)
  - Les Enquêtes de Vera (2022) : Declan Webley (saison 11, épisode 3)
- Tom Schanley (en) dans :
  - Dynastie (1987) : Josh Harris (saison 8)
  - NCIS : Nouvelle-Orléans (2016) : Anthony Flanders (saison 1, épisode 9)
- Zach Galligan dans :
  - Les Contes de la crypte (1992) : David (saison 4, épisode 12)
  - Docteur Quinn, femme médecin (1997) : Chester Barnes (saison 6, épisode 12)
- Eric Balfour dans :
  - Docteur Quinn, femme médecin (1994) : Benjamin Avery (2e voix - saison 2, épisode 21)
  - Buffy contre les vampires (1997) : Jesse McNally (saison 1, épisodes 1 et 2)
- Jeremy London dans :
  - La Vie à cinq (1995-2000) : Griffin Holbrook (89 épisodes)
  - Voyage au centre de la Terre (1999) : Jonas Lytton (mini-série)
- Christian Meoli (en) dans :
  - Nash Bridges (1998-1999) : Boz Bishop (1re voix, saisons 3 et 4)
  - Ray Donovan (2013) : Kevin (saison 1, épisode 1)
- Adam Goldberg dans :
  - The $treet (2000-2001) : Evan Mitchell (12 épisodes)
  - Mythes et Croyances (2017) : Peter (saison 1, épisode 5)
- James Madio dans :
  - Frères d'armes (2001) : le sergent Frank Perconte (mini-série)
  - Perception (2014) : l'officier Timmy Russo (saison 3, épisode 10)
- Eric Stoltz dans :
  - Seconde Chance (2001-2002) : August Dimitri (7 épisodes)
  - Médium (2007) : Sonny Troyer (saison 3, épisode 14)
- Evan Jones dans :
  - Le Monde de Joan (2003) : Bob Morrison (saison 1, épisode 10)
  - Les Experts : Cyber (2015-2016) : Python/Dante Wilkerson (saison 2, épisodes 8 et 15)
- Julian Rhind-Tutt dans :
  - Keen Eddie (2003) : l'inspecteur Monty Pippin (13 épisodes)
  - Washington Black (en) (2025) : Gaius (mini-série)
- Balthazar Getty dans :
  - Ghost Whisperer (2005) : Michael Adams (saison 1, épisode 1)
  - Twin Peaks (2017) : Red (saison 3)
- Neil Jackson dans :
  - Blade (2006) : Marcus Van Sciver (12 épisodes)
  - How I Met Your Mother (2007) : Ian (saison 3, épisode 3)
- Kristen Holden-Ried dans :
  - Les Tudors (2007) : William Compton (saison 1)
  - Ben-Hur (2010) : Gaius (mini-série)
- Sasha Roiz dans :
  - Caprica (2010) : Sam Adama (17 épisodes)
  - Warehouse 13 (2011-2013) : Marcus Diamond (8 épisodes)
- Nick Moran dans :
  - The Wrong Mans (2013) : Nick Stevens (saison 1, épisodes 2 et 3)
  - Meurtres au paradis (2015) : Pete Thunders (saison 4, épisode 5)
- Bernard Curry (en) dans :
  - Pretty Little Liars (2013) : Jamie Doyle (saison 3)
  - Once Upon a Time (2013-2016) : le capitaine Liam Jones (3 épisodes)
- John Hemphill (en) dans :
  - American Odyssey (2015) : Blake Kormer (épisode 10)
  - Mr. Robot (2015) : l'homme d'affaires (saison 1, épisode 9)
- Ian Reed Kesler dans :
  - iZombie (2015) : T.J. Ryan (saison 2, épisode 5)
  - Major Crimes (2015) : Eric Meyer (saison 4, épisode 15)
- Lak Rana dans :
  - Fear the Walking Dead (2015) : le docteur (saison 1, épisode 1)
  - Les Experts : Cyber (2015) : Neil Tomlin (saison 2, épisode 7)
- Frank Whaley dans :
  - Under the Dome (2015) : Dr Marston (saison 3, épisodes 4 à 6)
  - Bull (2017) : Max Hyland (saison 1, épisode 16)
- Keir O'Donnell dans :
  - Fargo (2015) : Ben Schmidt (saison 2)
  - Ray Donovan (2017-2018) : George Winslow (5 épisodes)
- Joe Absolom (en) dans :
  - Inspecteur Barnaby (2015) : Luke Altman (saison 17, épisode 2)
  - The Bay (2021) : Andy Warren (saison 2)
- Mackenzie Astin (en) dans :
  - Scorpion (2015) : Leonard (saison 1, épisode 14)
  - Love and Death (2023) : Tom O'Connell (mini-série)
- David Hewlett dans :
  - Dark Matter (2015-2016) : Talbor Calchek (5 épisodes)
  - Departure (2021) : Bill Ratch (saison 2)
- Kirk Fox dans :
  - Rush Hour (2016) : Donovan (10 épisodes)
  - Reservation Dogs (2021-2023) : Kenny Boy (8 épisodes)
- Billy Lush (en) dans :
  - APB : Alerte d'urgence (2017) : Tico (épisode 4)
  - Esprits criminels (2018) : Caleb Sands (saison 13, épisode 21)
- Marc Evan Jackson dans :
  - Larry et son nombril (2017) : Justin Brown (saison 9, épisode 7)
  - Espion à l'ancienne (2024) : Evan Cubbler
- Andrew Daly dans :
  - Trial and Error (2017-2018) : Thomas Hinkle (3 épisodes)
  - La série des Qui était... ? (en) (2018) : Ron (13 épisodes)
- 1976 : La Maison de Personne : Tom Sinclair (Stuart Wilde) (7 épisodes)
- 1979[n 14] : Le Muppet Show : Roger Miller (Roger Miller) (saison 3, épisode 21)
- 1980[n 15] : Côte Ouest : Arthur Sedley (Alan Braunstein) (saison 1, épisode 9)
- 1981-1982 : Monsieur Merlin : Zachary « Zac » Rogers (Clark Brandon) (13 épisodes[n 16])
- 1983[n 17] : Fraggle Rock : voix additionnelles
- 1985 : Punky Brewster : Richard Whitney (James Staley) (saison 2, épisode 12)
- 1985-1986 : Superminds : John « Johnny B » Bukowski (Mark Thomas Miller) (16 épisodes)
- 1986 : La Vengeance aux deux visages : Dennis Harper (Peter Cousens (en)) (2e voix)
- 1986 : Equalizer : Dan Turner (Lenny Von Dohlen) (saison 2, épisode 5)
- 1987-2009 : Amour, Gloire et Beauté : Rocco Carner (Bryan Genesse (en)) (181 épisodes)
- 1989 : La Fête à la maison : Michael Monford (Jonathan Brandis) (saison 2, épisode 11)
- 1989 : Champagne Charlie (en) : Charles Heidsieck (Hugh Grant) (mini-série)
- 1990 : Sauvés par le gong : Rod Belding (Edward Blatchford (en)) (saison 2, épisode 15)
- 1990 : Les Contes de la crypte : Bobby Thornberry (Jon Clair) (saison 2, épisode 13)
- 1990-1996 : Le Prince de Bel-Air : Jazz (Jeffrey A. Townes) (46 épisodes) et Chadney Hunt (Michael Landes) (voix de remplacement)
- 1991-1992 : La Caverne de la rose d'or : Cataldo (Stefano Davanzati) (épisodes 1 et 2)
- 1991-2001 : Les Feux de l'amour : Ryan McNeil (en) (Scott Reeves) (493 épisodes)
- 1992-1998 : Melrose Place : Billy Campbell (Andrew Shue) (191 épisodes)
- 1993 : Mariés, deux enfants : Ray Ray (Matthew Borlenghi) (saison 8, épisode 2)
- 1993 : J. F. K. : Le Destin en marche : Torb Macdonald (Stan Cahill) (mini-série)
- 1993 : Le Retour des Incorruptibles : le sergent Batista (Yul Vazquez) (saison 1, épisodes 1 et 2)
- 1993-1994 : Beverly Hills 90210 : D'Shawn Hardell (Cress Williams) (13 épisodes)
- 1994 : Le Fléau : Charlie Campion (Ray McKinnon) (mini-série)
- 1994-1995 : Dr Quinn, femme médecin : Tom Jennings (Matt Letscher) (saison 2, épisode 18) et Peter Chow (Eric Michael Zee) (3 épisodes)
- 1994-1995 : Models Inc. : le révérend Mark Warinner (John Newton) (7 épisodes)
- 1994-1995 : La Fête à la maison : Viper (David Lipper (en)) (saison 8)
- 1995 : Le Retour des envahisseurs : Rudnik (Channon Roe) (mini-série)
- 1995-1997 : Hartley, cœurs à vif : Matthew « Matt » Logan (Vince Poletto) (59 épisodes)
- 1996 : Les Dessous de Palm Beach : Norman Harrison (Courtney Gains) (saison 6, épisode 3)
- 1996-1999 : Clueless : Murray (Donald Adeosun Faison) (62 épisodes)
- 1997 : Buffy contre les vampires : le videur du Bronze (Teddy Lane Jr.) (saison 1, épisode 2), Tor Hauer (Brian Gross (en)) (saison 1, épisode 5), Adam (Jeffrey Steven Smith) et un lycéen [Qui ?] (saison 1, épisode 6), Marc le magicien (Burke Roberts) (saison 1, épisode 9), Wendell (Justin Urich) (saison 1, épisode 10), le lycéen avec le blouson en cuir (Johnny Green) (saison 1, épisode 10) et Richard Anderson (Greg Vaughan) (saison 2, épisode 5)
- 1998-1999 : La croisière s'amuse, nouvelle vague : Paolo Kaire, le manager du bar (Randy Vasquez (en)) (24 épisodes)
- 1998-2000 : Les Sept Mercenaires : John « J.D. » Dunne (Andrew Kavovit (en)) (22 épisodes)
- 1999 : Sydney Fox, l'aventurière : Toy (Stephen Bogaert) (saison 1, épisode 6)
- 1999 : Action : Adam Rafkin (Jarrad Paul) (13 épisodes)
- 2000 : Shasta : le livreur de pizza (Brian Klugman)
- 2001 : Walker, Texas Ranger : Harley Burtwell (Eric Cadora) (saison 9, épisode 12)
- 2001 : Popular : Jamie Roth (Nick Stabile (en)) (saison 2)
- 2001-2002 : Wolf Lake : Randy (Levi James) (4 épisodes)
- 2001 / 2006 / 2013 : Les Experts : Max Duncan (Tom O'Brien (en)) (saison 1, épisode 12), the Big Hombre (Sean Patrick Flanery) (saison 7, épisode 5) et Jonah Drake (Damian O'Hare) (saison 13, épisode 13)
- 2002 : Disparition : John l'extraterrestre (Eric Close) (mini-série)
- 2002 : À la Maison-Blanche : le lieutenant-commandant Jack Reese (Christian Slater) (saison 4)
- 2002-2003 : The Shield : Tomas Motyashik (Brent Roam) (7 épisodes)
- 2002-2006 : Preuve à l'appui : l'agent spécial du FBI Aaron Miller (Matthew Glave) (saison 2, épisode 6), Brad Halford (Anthony Starke) (saison 3, épisode 5) et le shérif Davey Correll (Eddie Mills) (saison 5, épisode 10)
- 2003 : Tru Calling : Compte à rebours : Mike Sanders (Jim Francis) (saison 1, épisode 5), Gregory (Matthew Harrison) (saison 1, épisode 6)
- 2004 : 24 Heures chrono : Marcus Alvers (Lothaire Bluteau) (saison 3)
- 2004 : La Prophétie du sorcier : Skiorch (Alessandro Juliani) (mini-série)
- 2004 / 2009 : Les Experts : Miami : Ross Kaye (Colin Cunningham) (saison 2, épisode 15) et Jack Ladner (Michael Rodrick (en)) (saison 7, épisode 16)
- 2005 : Battlestar Galactica : le lieutenant George « Catman » Birch (Benjamin Ayres (en)) (saison 2, épisode 6)
- 2005 : Sue Thomas, l'œil du FBI : Jason Byers (Farren Whittaker) (saison 3, épisode 9)
- 2005 / 2009 : Dr House : Taddy (Wil Horneff) (saison 2, épisode 5) et Timothy Moore (Devon Michaels) (saison 5, épisode 17)
- 2005-2009 : Les Experts : Manhattan : Dr Marty Pino (Jonah Lotan (en)) (4 épisodes)
- 2006 : Vanished : Ben Wilson (Christopher Egan) (12 épisodes)
- 2006 : Killer Instinct : le professeur Whitfield (Tim Guinee) (épisode 11)
- 2006-2007 : Big Day : Johnny (Terry Chen) (8 épisodes)
- 2006-2007 : Le Destin de Lisa : Sven Lindbergh (Matthias Gall) (5 épisodes)
- 2007 : Raines : Jason Kitman (Todd Giebenhain) (épisode 3)
- 2007 : Private Practice : Damon (Elden Henson) (saison 1, épisode 7)
- 2007 : Ghost Whisperer : Billy (James O'Shea)  (saison 2, épisode 14)
- 2007 : Scrubs : Brian Dancer (Michael Weston) (saison 6)
- 2008 : Life : le professeur Halliday (Henri Lubatti) (saison 2, épisode 4)
- 2008 : John Adams : John Quincy Adams (Ebon Moss-Bachrach) (mini-série)
- 2008-2009 : The Cleaner : Arnie Swenton (Esteban Powell (en)) (26 épisodes)
- 2009 : Grey's Anatomy : Gary Rubin (Ernie Grunwald (en)) (saison 5, épisode 12)
- 2009 : Dark Blue : Unité infiltrée : l'agent du FBI Hollis (Kyle Secor) (saison 1, épisode 1)
- 2009 : NCIS : Los Angeles : Adriano Carlson (Jay Malone (en)) (saison 1, épisode 4)
- 2009 : Trinity : Jonty Millingden (Tom Hughes) (8 épisodes)
- 2009-2010 : Melrose Place : Nouvelle Génération : Rick Paxton (Niall Matter) (3 épisodes)
- 2009-2010 : Dollhouse : Stephen Kepler/Alpha (Alan Tudyk) (4 épisodes)
- 2009-2011 : Bored to Death : Louis Greene (John Hodgman) (8 épisodes)
- 2010 : NCIS : Enquêtes spéciales : George Capetanos (Joe Williamson) (saison 7, épisode 23)
- 2010-2014 : Sons of Anarchy : Sergio Coletti (Jeffrey R. Newman) (3 épisodes)
- 2010-2015 : Parks and Recreation : Freddy Spaghetti (Brian McCann) (saison 2, épisode 24), Freddy (Andy Milder) (4 épisodes), William Barnes (Johnny Sneed) (6 épisodes) et Harris (Harris Wittels (en)) (9 épisodes)
- 2011 : Covert Affairs : Dr Scott Weiss (Ben Lawson) (saison 2)
- 2011 : Los Angeles, police judiciaire : Danny Choi (Charles Kim) (épisode 20)
- 2011 : The Event : Henri (Salvator Xuereb) (épisodes 15 et 16)
- 2011 : Body of Proof : Mike Applebee (Daniel Sauli) (saison 2, épisode 5)
- 2011-2013 : Boardwalk Empire : l'agent Stan Sawicki (Joseph Aniska) (10 épisodes)
- 2011-2014 : The Listener : Alvin Klein (Peter Stebbings) (38 épisodes)
- 2011 / 2020 : Modern Family : Guillermo (Lin-Manuel Miranda) (saison 2, épisode 22) et lui-même (David Beckham) (saison 11, épisode 10)
- 2012 : Scandal : Arthur « Artie » Hornbacher (Patrick Fischler) (saison 2, épisode 3)
- 2012 : How I Met Your Mother : Arthur Hobbs (Bob Odenkirk) (2e voix, saison 4)
- 2012 : Don't Trust the B---- in Apartment 23 : Steven (Tate Ellington) (saison 1, épisodes 1 et 4)
- 2012 : Les Frères Scott : Wade Scolnik, le père de Chuck (Dax Griffin) (saison 9)
- 2012-2013 : Happy Endings : Lon « Car Czar » Sarofsky (Rob Corddry) (saison 3)
- 2012 / 2016 : Supernatural : le barista (Dave Leach) (saison 7, épisode 16) et Corbin Tilghman (Blair Penner) (saison 11, épisode 17)
- 2012-2019 : Les Enquêtes de Murdoch : Isaac McKay (Mike McPhaden (en)) (saison 5, épisode 1) et Eddie Crawford (Craig Brown) (6 épisodes)
- 2013 / 2017 : Top of the Lake : Sarge (Oscar Redding (en)) (saison 1) et Bolloti (Damon Herriman) (épisode 3)
- 2013-2018 : Nowhere Boys : Roberts (Simon Mallory (en)) (15 épisodes)
- 2014 : Legends : Bobby (Utkarsh Ambudkar) (saison 1, épisode 1)
- 2014 : House of Cards : Eric Rawlings (Malcolm Madera) (1re voix, saison 2)
- 2014-2016 : Scorpion : l'agent Keeler (Glenn Plummer) (saison 1, épisode 3) et Todd Wilcox (Jeremy Denzlinger) (saison 2, épisode 19)
- 2014-2019 : NCIS : Nouvelle-Orléans : Jason Axelrod (Adam J. Harrington (en)) (saison 1, épisode 7), Paul Jenks (John Livingston) (saison 1), Otis (Will Brill (en)) (saison 4, épisode 4) et Kent Crawford (Coby Ryan McLaughlin) (saison 5, épisode 17)
- 2014-2022 : Chicago Police Department : le lieutenant Bruce Belden (Kurt Naebig (en)) (5 épisodes)
- 2015 : Suits : Avocats sur mesure : Vince Sanfilippo (Jere Burns) (saison 5, épisode 1)
- 2015 : The Frankenstein Chronicles : Pirkis (Joel Gillman) (saison 1)
- 2015 : Inside Amy Schumer : le juré numéro 8 (John Hawkes) (saison 3, épisode 3)
- 2015 : Conscience Morale : Billy Brandt (James Pizzinato) (épisode 5)
- 2015 : Motive : Lance (Patrick Sabongui (en)) (saison 3, épisode 6)
- 2015 / 2017 : Blacklist : Khan (Omid Abtahi) (saison 2, épisode 9) et Pete McGee (Karl Miller) (saison 5)
- 2015-2022 : Grace et Frankie : Jeff (Michael Gross) (1re voix, saison 1) et Peter (Tim Bagley) (2e voix, saisons 2 à 7)
- 2016 : Pitch : lui-même (Mark Grant) (6 épisodes)
- 2016 : Roman Empire : Cléandre (Jared Turner (en)) (saison 1)
- 2016 : Madoff, l'arnaque du siècle : Tom Jamison (Matthew Blumm) (mini-série)
- 2016 : Unforgettable : Avra Feld (Aaron Lazar (en)) (saison 4, épisode 8)
- 2016 : Quantico : l'agent Jordan Kent (Patrick Labbé) (saison 1, épisode 20)
- 2016 : StartUp : Oskar (Kamahl Naiqui) (saison 1)
- 2016 : Roadies : Reg Whitehead (Rafe Spall) (10 épisodes)
- 2016-2017 : The Ranch : Bill Jensen (Jon Cryer) (1re voix - saison 1, épisode 8) et Clint (Lou Diamond Phillips) (saison 2)
- 2016 / 2018 : Madam Secretary : Dr Hart (Alex Cranmer) (saison 2, épisode 19) et Lyle Belkin (Robert Petkoff (en)) (saison 4, épisode 17)
- 2016-2018 : Shades of Blue : l'agent Robert Stahl (Warren Kole) (35 épisodes)
- 2016 / 2019 : Les Enquêtes de Vera : Jay Connock (Mark Stobbart) (saison 6, épisode 4), Declan Price (Sam Chapman) (saison 9, épisode 2) et Nial (Russ Bain) (saison 9, épisode 2)
- 2016-2019 : Stranger Things : Scott Clarke (Randy Havens) (11 épisodes)
- 2016-2020 : Westworld : Lawrence (Clifton Collins Jr.) (10 épisodes)
- 2017 : The Last Man on Earth : l'amiral Roy Billups (Jack Black) (saison 4, épisode 1)
- 2017 : Gone : Doug Weaver (Jason Davis) (épisode 6)
- 2017 : Narcos : l'agent Duffy (Shea Whigham) (saison 3, épisodes 1 et 2)
- 2017 : Frankie Drake Mysteries : Bart Wilkins (Ben Clost) (saison 1, épisode 2)
- 2017 : Blacklist: Redemption : Mitchell (Todd Alan Crain) (épisode 3)
- 2017 : X Company : Henkel (Markus Gertken (de)) (saison 3, épisode 9)
- 2017 : Chicago Med : Edward Thompson (Coburn Goss) (saison 2, épisode 15)
- 2017 : Dice : Sydney Stein (Ron Livingston) (saison 2)
- 2017 : Good Behavior (en) : Stephen (Wallace Langham) (saison 2, épisode 5)
- 2017 : Switched : Gavin Bowers (James McCauley) (saison 5, épisode 4)
- 2017 : Monster : Harry Wallenberg (Petter Vermeli) (3 épisodes)
- 2017 : The Mist : Mike Copeland (Peter Murnik) (épisodes 1, 5 et 9), Philip Carlin (Ted Dykstra) (épisode 1) et Mikhail Demidoff (Steven Yaffee) (épisodes 2 et 3)
- 2017-2019 : The Son : Niles Gilbert (James Parks) (20 épisodes)
- 2017-2022 : C.B. Strike : Shanker (Ben Crompton) (5 épisodes)
- depuis 2017 : Star Trek: Discovery : le lieutenant Paul Stamets (Anthony Rapp) (55 épisodes - en cours)
- 2018 : The Terror : Cornelius Hickey (Adam Nagaitis) (saison 1)
- 2018 : Daredevil : Théo Nelson (Peter Halpin) (saison 3)
- 2018 : Killjoys : Doula (Matthew MacFadzean (en)) (saison 4, épisode 9)
- 2018 : DC Titans : le tortionnaire (Jordan Pettle) (saison 1, épisode 2) et Nick Zucco / Melting Man (Kyle Mac) (saison 1, épisode 6)
- 2018 : Pine Gap : Jacob Kitto (Stephen Curry) (mini-série)
- 2018 : Better than Us : Basil [Qui ?]
- 2018 : Condor : le prisonnier allemand (Mark Antony Krupa) (saison 1, épisode 9)
- 2018 : I'm Dying Up Here : Rusty (James Jordan) (saison 2, épisode 4)
- 2018 : Le Parfum : le procureur Joachim Grünberg (Wotan Wilke Möhring) (mini-série)
- 2018 : iZombie : Russ Roche (Giacomo Baessato) (saison 4)
- 2018-2019 : New York, unité spéciale : Dr Al Pollack (George Newbern) (saison 20)
- 2018-2019 : Trapped : Torfi (Vignir R. Valþórsson) (saison 2)
- 2018-2022 : La Fabuleuse Madame Maisel : Chester (Connor Ratliff) (5 épisodes)
- 2019 : Insatiable : l'inspecteur Rudy Cruz (Vincent Rodriguez III) (saison 2)
- 2019 : Reef Break : Carter Eastland (Grant Bowler) (6 épisodes)
- 2019 : La Fête à la maison : 20 Ans après : lui-même (Kirk Cameron) (saison 5, épisode 18)
- 2019 : For All Mankind : Dr David Josephson (Scott Alan Smith (en)) (saison 1, épisode 8)
- 2019 : Doom Patrol : Charles (Todd Allen Durkin) (saison 1, épisode 14)
- 2019 : Northern Rescue (en) : Ray (Cliff Saunders) (3 épisodes)
- 2019 : Santa Clarita Diet : Janko (Stephen Full (en)) (saison 3)
- 2019-2023 : Sex Education : Remi Milburn (James Purefoy) (5 épisodes) et Dan (Daniel Ings) (7 épisodes)
- 2020 : Dracula : le capitaine Sokolov (Jonathan Aris) (mini-série)
- 2020 : AJ and the Queen : Kevin (Jimmy Ray Bennett (en)) (épisode 10)
- 2020 : Sweet Home : le père de Hyun-soo (Tohoru Masamune)
- 2020 : Extracurricular : M. Choi (Choi Dae-hoon)
- 2020 : The Sinner : Vic Soto (Eddie Martinez) (saison 3)
- 2020 : Perry Mason : l'inspecteur Joe Ennis (Andrew Howard) (saison 1)
- 2021 : American Crime Story : Michael Isikoff (Danny Jacobs) (saison 3)
- 2021 : S.W.A.T. : Justin Wolf (Joel Johnstone) (saison 5, épisode 5)
- 2021-2022 : Station Eleven : Arthur Leander (Gael García Bernal) (mini-série)
- 2022 : The Guardians of Justice : ? (?)
- 2022 : Glitch (en) : Job [Qui ?]
- 2022 : The Staircase : ? (?) (mini-série)
- 2022 : Willow : Silas (Graham Hughes)
- 2022 : Billy the Kid : Melquiades Segura (Guillermo Alonso) (saison 1, épisodes 5 et 6)
- 2022 : That Dirty Black Bag (en) : Morrison (Richard Sammel) (3 épisodes)
- 2022 : 1923 : le vendeur (Joel Brady) (saison 1, épisode 3)
- 2022-2023 : Our Flag Means Death : Stede Bonnet (Rhys Darby)
- 2022-2023 : Les Secrets de Sulphur Springs : le juge Walker (Garrett Kruithof) (8 épisodes)
- 2023 : Bosch: Legacy : Dr George Schubert (Patrick Day) (saison 2, épisodes 6 et 8)
- 2024 : Les Frères Sun : le boss de K-Town (Billy Choi) (saison 1, épisode 4)
- 2024 : The Big Cigar : Stephen « Steve » Blauner (en) (P. J. Byrne) (mini-série)
- 2024 : The Day of the Jackal : George Hands (Jay Simpson)
- 2024 : Queen Woo (en) : Yak-gwang (Lee Hyun-kyun)
- 2024 : Tulsa King : Harlan Thibodeaux (J. D. Walsh)
- 2025 : Reacher : Darien Prado (Greg Bryk) (saison 3)
- 2025 : The Studio : Matthew « Matt » Belloni (Matthew Belloni (en))

#### Séries d'animation
- 1978 : Goldorak : Salta
- 1978-1979 : Il était une fois… l'Homme : Pierrot
- 1978-1982 : Candy Candy : Anthony
- 1982-1983 : Il était une fois… l'Espace : Pierrot
- 1985 : Julie et Stéphane : Léonard Aschenbach
- 1986-1987 : Les Mondes engloutis : le prince Abakar, Ogida, Ruppert
- 1987-1988 : Jeanne et Serge : M. Sachita
- 1988 : Molierissimo : Louis XIV
- 1988-1989 : Sab Rider : Sab Rider
- 1988-1989 : Nicky Larson : Nicky Larson (Ryō Saeba en VO)
- 1988-1989 : Galaxy Express 999 : Sleepi la créature, le gardien des fossiles, le pianiste, Wheel Lock, voix additionnelles
- 1988-1991 : Olive et Tom : Roberto Sedinho, M. Atton, Johnny Mason (1re voix), Jeff Turner (1re voix)
- 1989 : Tortues Ninja : Les Chevaliers d'écaille : Raphael (1re voix)
- 1989 : Dan et Danny : Calico
- 1990 : Le Collège fou, fou, fou : Rei (2e voix)
- 1990 : À plein gaz : Teddy Santarini
- 1992 : Patlabor : Allan (2e voix)
- 1992 : James Bond Junior : Trevor
- 1992-1994 : Ranma ½ : Julian Storm, Aristide (2e voix) et Mathias
- 1993-1995 : Spirou : Spirou
- 1994 : La Petite Sirène : le prince Thor (saison 1, épisode 8 : Mariage aquatique)
- 1995 : Gargoyles, les anges de la nuit : le détective Bluestone
- 1996-2000 : Superman, l'Ange de Metropolis : Toyman (1re voix), Edward Lytener/Luminus, Desaad, Docteur Fate, Ernest Walker, Kenny Braverman, Aquaman et voix additionnelles
- 1999-2000 : 64, rue du Zoo : divers animaux
- 2001-2013 : Totally Spies! : Daemon et Marco Lumière
- 2001-2017 : Titeuf : François et Jean-Claude
- 2002 : Jackie Chan : le présentateur de jeu (saison 5, épisode 2)
- 2003 : Mon ami Marsupilami : Jean-Pierre Dujardin
- 2003-2016 : Corneil et Bernie : Franck et voix additionnelles
- 2004 : Love Hina : Noriyasu Seta
- 2005-2008 : Ben 10 : Ben 10,000 et Carl Tennyson
- 2006 : Team Galaxy : voix additionnelles
- 2007 : Batman : Francis Grey (saison 4, épisode 9)
- 2008-2011 : Batman : L'Alliance des héros : Atom, Hal Jordan, Weather Wizard, Geo-Force, Flash / Barry Allen (1re voix, saison 2, épisode 15), Félix Faust et un journaliste (saison 2, épisode 20), Steve Trevor (saison 3, épisode 4) et Rip Hunter (saison 3, épisode 6)
- 2010-2011 : Angel Heart : Ryō Saeba
- 2010-2022 : La Ligue des justiciers : Nouvelle Génération : Ra's al Ghul, Hugo Strange, Comte Vertigo, Flash / Barry Allen (saison 1, épisode 8, saison 2 épisode 6, saison 3 épisodes 8 et 19), le prince Orm, le premier ministre Tseng, Rudolph West, Ray Palmer/Atom et voix additionnelles
- 2011 : Tempo Express : ?
- 2011-2012 : Angels : L'Alliance des anges : Kubrall (saison 2)
- 2011-2013 : Stoked : Ça va surfer ! : ?
- 2011 / 2023 : Wakfu : le chevalier Justice (saison 2) / Ripulse (OAV : Oropo: Bataille pour l'Eliacube)
- 2015-2016 : César et Capucine : le tigre
- 2015-2022 : Overlord : Demiurge
- 2016 : Animals (en) : ?
- 2016-2018 : La Ligue des justiciers : Action : Ray Palmer/Atom, le Parasite, Carmine Falcone, le Général Zod, Félix Faust (2e voix) et voix additionnelles
- 2016-2022 : Lastman : Howard McKenzie et le narrateur
- 2017-2021 : La Bande à Picsou : Géo Trouvetou
- 2018 : Peepoodo and the Super Fuck Friends : Jean-Luc Lapine, le lapin
- 2018 : Captain Tsubasa : Roberto Hongo
- 2018 : Sirius the Jaeger (en) : Mochizuki, Yevgraf et voix additionelles
- 2018-2019 : Martin Matin : voix additionnelles (saison 4)
- 2019 : Ernest et Rebecca : Sam et voix additionnelles
- 2021 : Kamp Koral : Bob la petite éponge : voix additionnelles
- 2021 : J'adore Arlo (en) : le père de Tony
- depuis 2021 : Horimiya : Yasuda
- 2022 : Patrick Super Star : voix additionnelles
- 2022 : Les Œufs verts au jambon : Guy Watcher
- 2023 : Agent Elvis : voix additionnelles
- 2023 : Strange Planet (en) : voix additionnelles
- 2023 : Malédictions ! (en) : Stanley[n 18]
- 2023 : Onimusha (en) : Heikuro
- 2024 : Mères anonymes : voix additionnelles (création de voix)
- 2024 : Monstres et Cie : Au travail : Roger Rogers[n 18] (saison 2)

### Jeux vidéo
- 2001 : Halo: Combat Evolved : des marines
- 2002 : Mafia: The City of Lost Heaven : l'inspecteur Norman (David O'Brian)
- 2005 : Jade Empire : l'aubergiste de la Halte aux Pèlerins
- 2005 : Ultimate Spider-Man : Johnny Storm
- 2006 : Les Rebelles de la forêt : Elliot
- 2006 : Neverwinter Nights 2 : Daeghûn
- 2006 : Tom Clancy's Splinter Cell: Double Agent : Hisham Hamza
- 2006 : Killzone: Liberation : Rico Velasquez (chapitre 5)[n 19]
- 2006 : Tony Hawk's Downhill Jam : Tony Hawk
- 2007 : Mass Effect : voix de l'ascenseur, Michael Petrovsky
- 2007 : TMNT : Les Tortues Ninja : Raphael
- 2007 : Bee Movie, le jeu (en) : voix off de Honex
- 2008 : World of Warcraft: Wrath of the Lich King : Brann Barbe de Bronze
- 2008 : Lost : Les Disparus, le jeu vidéo : Charlie Pace
- 2009 : Dragon Age: Origins : Athras et voix additionnelles
- 2009 : Dragonica : voix additionnelles
- 2009 : Killzone 2 : Rico Velasquez
- 2009 : Le Parrain 2 : Dominic
- 2009 : Risen : Craig
- 2009 : Cars: Race-O-Rama : Chick Pit Guy
- 2010 : Mass Effect 2 : Kal'Reegar et voix additionnelles
- 2011 : Battlefield 3 : voix additionnelles (soldats)
- 2011 : Deus Ex: Human Revolution : Bobby Bao
- 2011 : Killzone 3 : Rico Velasquez
- 2011 : Full House Poker (en) : voix du présentateur Texas Heat
- 2011 : The Witcher 2: Assassins of Kings : Jaskier
- 2011 : Cars 2 : Max Schnell
- 2012 : Lego Le Seigneur des anneaux : Meriadoc « Merry » Brandebouc
- 2012 : Far Cry 3 : Callum (multijoueur)
- 2013 : The Last of Us : voix additionnelles
- 2014 : Watch Dogs : voix additionnelles (joueurs de poker)
- 2014 : The Amazing Spider-Man 2 : Harry Osborn
- 2015 : Fallout 4 : voix additionnelles (ex. : Jack Cabot, chirurgien, etc.)
- 2015 : The Witcher 3: Wild Hunt : Jaskier
- 2015 : Need For Speed : Travis
- 2016 : Tom Clancy's The Division : voix additionnelles
- 2016 : Quantum Break : William Joyce[n 20]
- 2017 : Lego Marvel Super Heroes 2 : Rocket Raccoon, Manta Stingray, Wonder Man
- 2017 : For Honor : voix additionnelles
- 2017 : Assassin's Creed Origins : voix additionnelles
- 2018 : Far Cry 5 : Sharky Boshaw
- 2018 : Kingdom Come: Deliverance : Radzig Kobyla
- 2018 : World of Warcraft: Battle for Azeroth : Sal Merrien
- 2018 : FIFA 19 : Ringo l'ami de Danny Williams
- 2018 : Assassin's Creed Odyssey : Drakios, l’Espadon et voix additionnelles
- 2018 : Gwent: The Witcher Card Game : Jaskier
- 2019 : Far Cry: New Dawn : Sharky Boshaw
- 2019 : Days Gone : Leon et voix additionnelles
- 2020 : The Last of Us Part II : Dr Jerry Anderson
- 2020 : Star Wars: Squadrons : Frisk
- 2020 : Assassin's Creed Valhalla : Bragi
- 2021 : Final Fantasy VII Remake : Épisode Yuffie : Zhijie
- 2021 : Call of Duty: Vanguard : Jannick Ritcher[n 20]
- 2022 : Need for Speed Unbound : Chase
- 2023 : Final Fantasy XVI : Gab
- 2023 : Jumanji : Aventures Sauvages : Nigel Billingsly[n 18]
- 2024 : Final Fantasy VII Rebirth : voix additionnelles
- 2024 : Star Wars Outlaws : ?
- 2025 : Kingdom Come: Deliverance II : Radzig Kobyla

### Websérie
- 2017 : Zone 42 : le narrateur[9] (épisode 1)
- 2012 : Saturdayman : Force Joke, Force Drunk[10]

## Voix off
- Disney Junior (depuis 28 mai 2011)

## Distinctions
Vincent Ropion a été désigné « Meilleur comédien de doublage de l'année » de 1994 à 2004 (sauf en 2001), pour son rôle de Nicky Larson par les lecteurs du magazine AnimeLand,.